# Krakivșciîna, Brusîliv
Krakivșciîna (în ucraineană Краківщина) este un sat în comuna Homuteț din raionul Brusîliv, regiunea Jîtomîr, Ucraina.

## Demografie
Componența lingvistică a localității Krakivșciîna
     Ucraineană (95,65%)
     Rusă (4,35%)
Conform recensământului din 2001, majoritatea populației localității Krakivșciîna era vorbitoare de ucraineană (95,65%), existând în minoritate și vorbitori de rusă (4,35%).